# Texas Faggott
Texas Faggott ist ein finnisches Musikerduo bestehend aus Tim Thick und Pentti Slayer, die seit Beginn der 1990er Jahre zusammenarbeiten.

## Bandgeschichte
Ihre ersten Aufnahmen machte das Duo im Sörkkä Sonic studio, nahe Helsinki. Damals bestand Texas Faggott noch aus drei Mitgliedern, Francoise Faggott verließ die Band jedoch. Durch die Aufmerksamkeit mehrerer Produzenten gelang es der noch jungen Band, an mehreren musikalischen Projekten mit anderen finnischen Künstlern zu arbeiten.
Der Name der Band entstand in dieser Zeit. Eine Anekdote besagt, das Duo habe sich Coogan’s großer Bluff mit Clint Eastwood aus dem Jahre 1968 angesehen. Dort schimpfte eine Prostituierte in New York den aus einer Kleinstadt in Arizona stammenden und mit Stiefeln und großem Cowboyhut angezogenen Deputy Sheriff Walt Coogan „Texas faggot!“ („Texas-Schwuchtel!“), als er nicht mit ihr ins Bett gehen wollte und die Diebin aus dem Motelzimmer warf. Ein Sample dieses Ausspruchs ist auch in einem ihrer ersten Lieder zu hören.
Seit dem neuen Jahrtausend bemüht sich die Band, auch außerhalb des eigenen Landes Bekanntheit zu erlangen. Besonderen Status haben sie seitdem in Ländern wie Japan, Israel oder Australien.

## Diskografie

### Alben
- Kössi Kuittaa EP (Nephilim, 1998)
- Texas Faggott (Psy-Harmonics, 1999)
- Back To Mad EP (Exogenic Records, 2000)
- Petoman's Peflett (Exogenic Records, 2000)
- Paramoncler EP (Exogenic Records, 2003)
- Pilluminati Cunt Roll (Exogenic Records, 2004)
- Kininigin (Exogenic Records, 2008)

### Kompilationen
- Bliss Point (Exogenic Records, 1997)
- Fusion vs. Confusion (Exogenic Records, 1999)
- Custom File (Exogenic Records, 2001)